# Pasonanca Natural Park
Der Pasonanca Natural Park liegt in der Provinz Zamboanga del Sur auf der Insel Mindanao, in den Philippinen. Es wurde durch den Präsidentenerlass Nr. 132 am 5. Juli 1999 auf dem Gebiet der Gemeinde Zamboanga City eingerichtet. Das Naturschutzgebiet umfasst eine Fläche von 12.107 Hektar und eine umlaufende Pufferzone mit 5.307 Hektar. Das Gebiet kann über den Maharlika-Highway erreicht werden. 
Die Topographie des Naturschutzgebietes wird als zerklüftetes Bergland beschrieben, das einen Höhenbereich von 200 bis 1.000 Meter umfasst. In dem Gebiet liegen 20 Quellen, die den Tumaga River speisen und eine bedeutende Trinkwasserquelle für Zamboanga bilden. Die Bodenbeschaffenheit wechselt von sandigen Böden, Lehmböden bis hin zu Tonerden, die eine rötliche Färbung haben und eine Mächtigkeit von 12 bis 28 cm sowie einen niedrigen pH-Wert aufweisen. 
Das Gebiet wird dem Klimatyp IV zugerechnet, mit einer Trockensaison von Dezember bis März. Während der anderen Monate können teils starke Regenfälle niedergehen. Die kältesten Monate sind Dezember und Januar mit einer Tagesdurchschnittstemperatur von 30 °C, der wärmste Monat ist der März mit einer Tagesdurchschnittstemperatur von 32 °C.  
In diesem Gebiet liegt das bedeutendste Regenwaldgebiet der Provinz, das ca. 79 % des Naturschutzgebietes umfasst. In diesem Naturschutzgebiet leben eine Vielzahl von Tieren wie Philippinenhaubenadler, Affenadler, Bartlett-Dolchstichtaube (Gallicolumba criniger), Philippinenblattvogel (Chloropsis flavipennis), Schiefergrundschnäpper (Ficedula basilanica), Himmelsschnäpper (Hypothymis coelestis), Blaubauchpitta (Pitta steerii) und Rotsteißkakadu (Cacatua haematuropygia). 